# Алексеевка (Новосибирский район)
Алексеевка — деревня в Новосибирском районе Новосибирской области России. Входит в состав Толмачевского сельсовета.

## География
Площадь деревни — 125 гектаров.

## История
Основана в 1824 году. В 1928 году состояла из 202 хозяйств, основное население — русские. В административном отношении являлось центром Алексеевского сельсовета Бугринского района Новосибирского округа Сибирского края.

## Население
| 1926 | 2002 | 2007 | 2010 |
| ---- | ---- | ---- | ---- |
| 993  | ↘201 | ↗225 | ↗343 |

## Инфраструктура
В деревне по данным на 2007 год функционируют 1 учреждение здравоохранения и 1 учреждение образования.